# Fagnières
Fagnières is een gemeente in het Franse departement Marne (regio Grand Est). De plaats maakt deel uit van het arrondissement Châlons-en-Champagne. Fagnières telde op 1 januari 2022 4.886 inwoners.

## Geografie
De oppervlakte van Fagnières bedroeg op 1 januari 2022 19,48 vierkante kilometer; de bevolkingsdichtheid was toen 250,8 inwoners per km².

## Demografie
Onderstaande figuur toont het verloop van het inwonertal (bron: INSEE-tellingen).